# The Waterdance
The Waterdance (bra O Despertar para a Vida) é um filme estadunidense de 1992, do gênero drama biográfico, dirigido por Michael Steinberg e Neal Jimenez, com roteiro deste último.
O filme conta o processo de reabilitação do roteirista e escritor Neal Jimenez, que ficou paralisado da cintura para baixo após quebrar o pescoço numa viagem, em 1984. Jimenez, que já havia sido aclamado pelo roteiro de River's Edge, ficou cinco meses internado no Hospital Rancho Los Amigos, em Downey (Califórnia).

## Sinopse
Jovem escritor fica tetraplégico após um acidente e luta para reabilitar corpo e mente numa clínica especializada.